# 2001 FM194
2001 FM194, também escrito como 2001 FM194, é um corpo celeste que está localizado no disco disperso, uma região do Sistema Solar. Ele possui uma magnitude absoluta de 7,6 e tem um diâmetro estimado de cerca de 133 km.

## Descoberta
2001 FM194 foi descoberto no dia 22 de março de 2001.

## Órbita
A órbita de 2001 FM194 tem uma excentricidade de 0,368 e possui um semieixo maior de 54,316 UA. O seu periélio leva o mesmo a uma distância de 34,321 UA em relação ao Sol e seu afélio a 74,311 UA.